# Stor östersjömussla
Stor östersjömussla (Macoma calcarea) är en musselart som först beskrevs av Gmelin 1791.  Stor östersjömussla ingår i släktet Macoma och familjen Tellinidae. Enligt den svenska rödlistan är arten otillräckligt studerad i Sverige. Arten förekommer i Götaland. Artens livsmiljö är havet, brackvattenmiljöer. Inga underarter finns listade i Catalogue of Life.